# Le Verre de vin
Le Verre de vin (en néerlandais : Het glas wijn) est une huile sur toile de Johannes Vermeer. Ce tableau, de 66,3 centimètres de haut et de 76,5 centimètres de large, a été réalisé, selon les experts, entre 1658 et 1659, ou un peu plus tard, vers 1661-1662. Il représente, dans un intérieur hollandais, une femme en rouge assise devant une table, en train de finir un verre de vin. Un homme, debout derrière elle, tient un pichet de la main droite, posé sur la table. La composition est, par de nombreux aspects, typique des scènes de genre développées à Delft par Pieter de Hooch au début des années 1650, et l'idée de séduction qui s'en dégage se double, selon toute vraisemblance, d'une portée moralisante.
Vermeer est âgé d'environ 27 ans quand il peint Le Verre de vin. Selon Walter Liedtke, « aucune analyse s'attachant aux conventions artistiques ne peut parvenir à suggérer la beauté pure et l'extraordinaire raffinement d'un tableau tel que Le Verre de vin, qui peut être considéré comme la première de ses œuvres de complète maturité ».
Depuis 1901, le tableau appartient aux collections de la Gemäldegalerie de Berlin (Stiftung Preußischer Kulturbesitz).

## L'inspiration
La représentation de personnages buvant autour d'une table, et le motif du verre de vin offert à une jeune femme, avaient déjà été traités par Pieter de Hooch, par exemple dans La Visite (vers 1657), ou encore La Buveuse (vers 1658). Sur la base de similitudes troublantes avec un autre tableau de Vermeer sur le même thème, La Jeune Fille au verre de vin, on a également pu supposer un autre prototype, Le Verre refusé, attribué à Ludolf de Jongh.

Le motif du verre de vin chez Pieter de Hooch
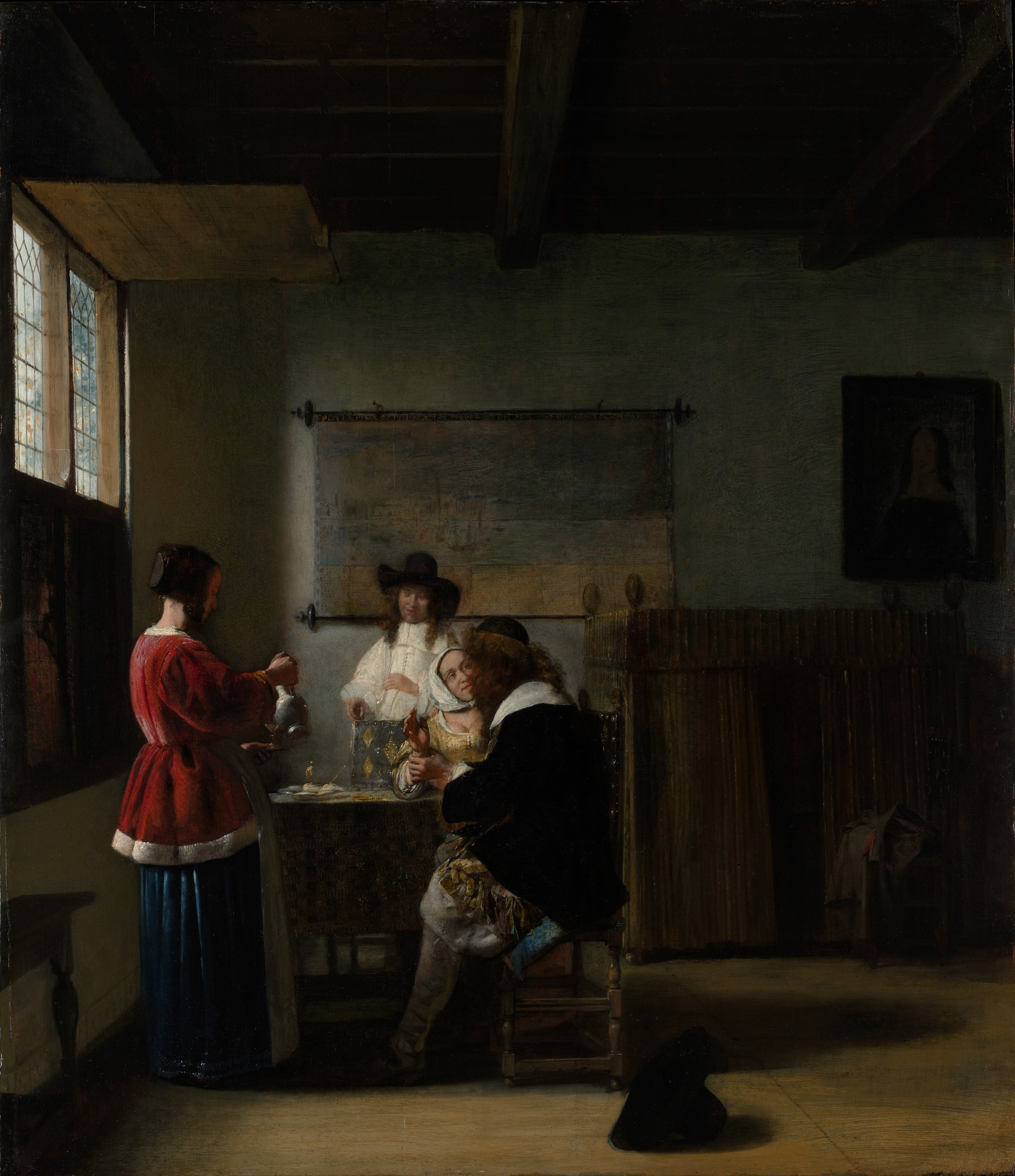
Pieter de Hooch, La Visite, vers 1657, 68 × 58 cm, Metropolitan Museum of Art
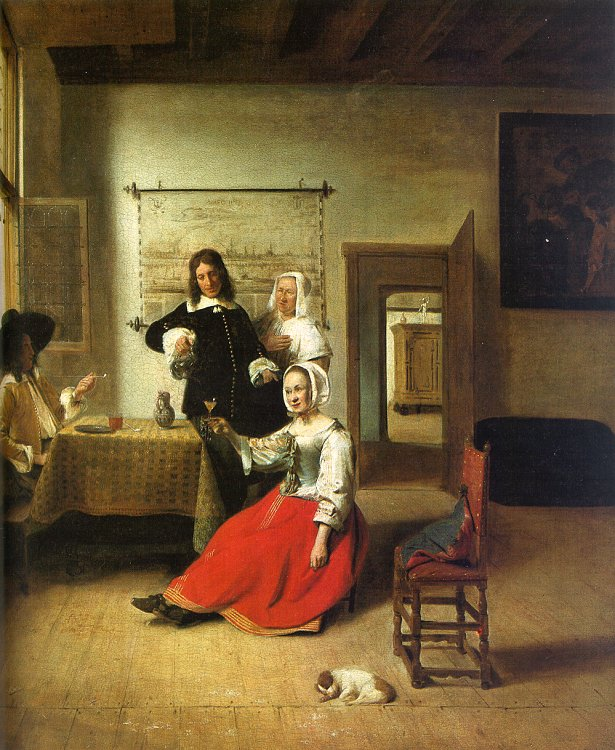
Pieter de Hooch, La Buveuse, 1658, 69 × 60 cm, musée du Louvre

Si le rapprochement avec Pieter de Hooch se justifie également par la reprise du motif en damier ocre-orangé et noir du sol carrelé, Vermeer se démarque cependant assez nettement de celui-ci par le choix d'un intérieur beaucoup plus élégant. Les habits des personnages, le tapis persan en guise de nappe, le tableau accroché sur le mur du fond et luxueusement encadré, ainsi que les armoiries sur la vitre de la fenêtre de droite suggèrent en effet une classe sociale bien plus aisée que celles des toiles du vieux maître.

Sols carrelés chez Pieter de Hooch
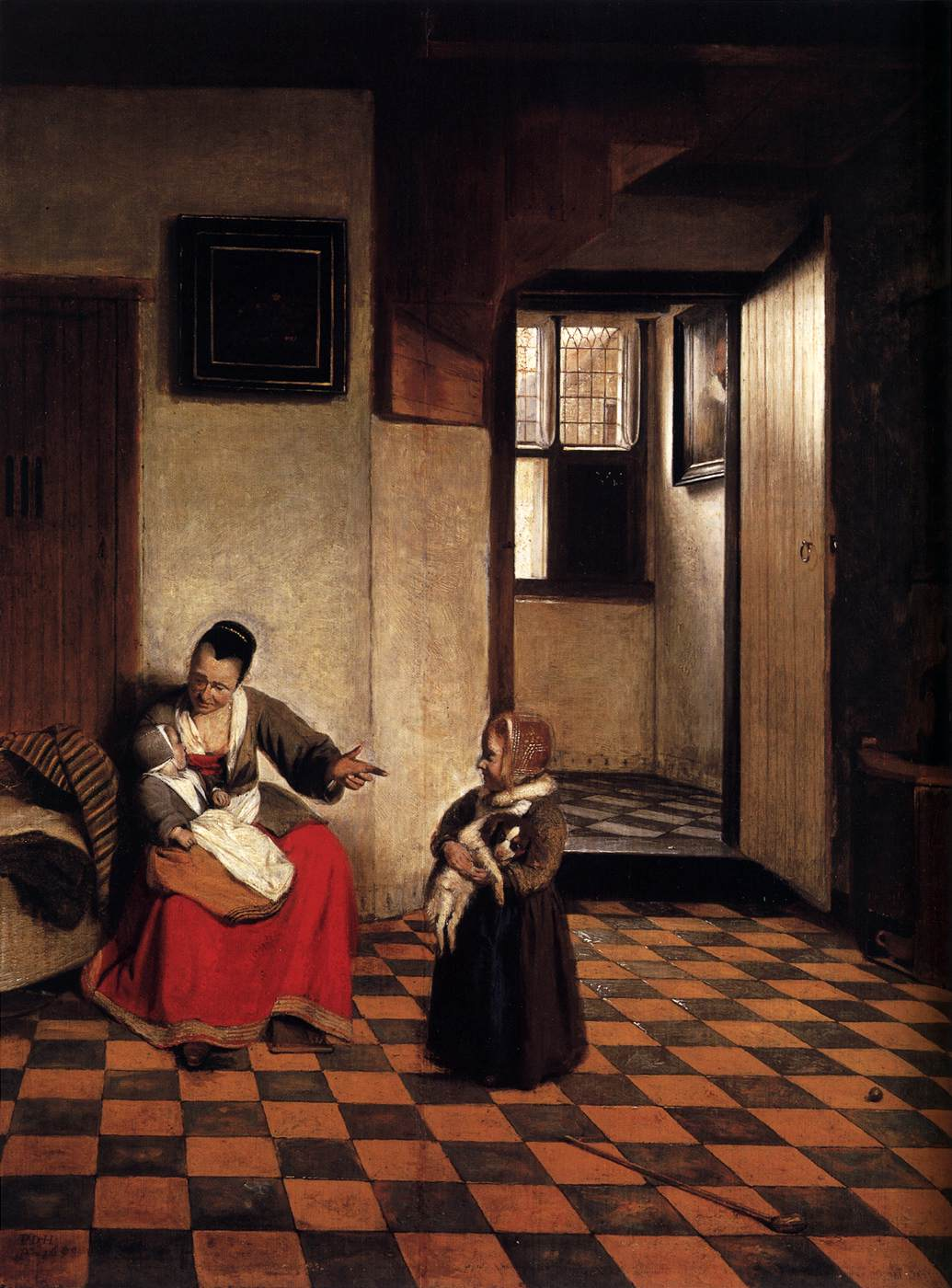
Pieter de Hooch, Femme avec un bébé sur les genoux, et un petit enfant, 1658, 60 × 47 cm, collection particulière
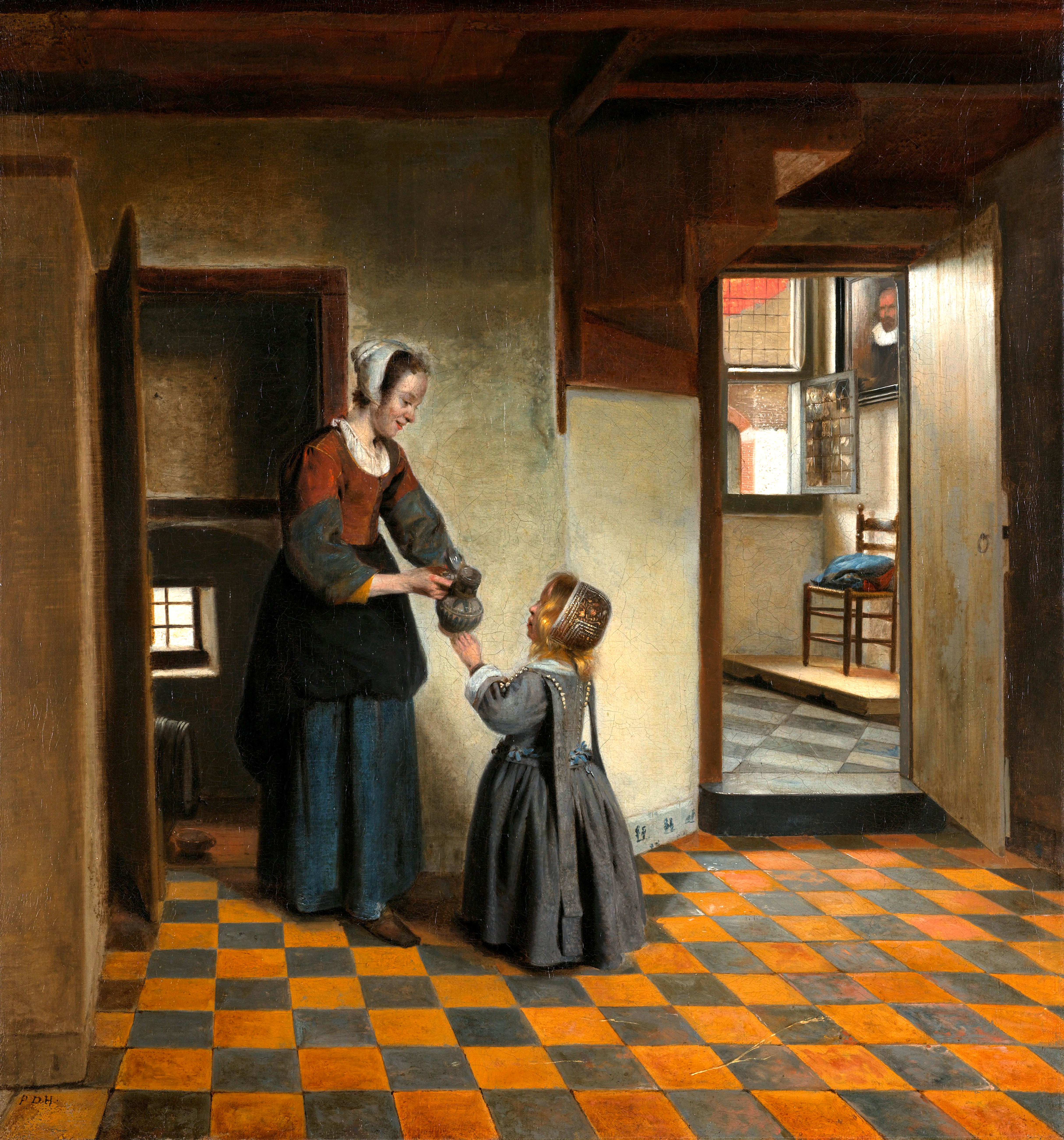
Pieter de Hooch, Femme avec un enfant dans un garde-manger, vers 1658, 65 × 60,5 cm, Rijksmuseum

À cette époque, Vermeer n'est pas le seul artiste hollandais à développer les idées de Pieter de Hooch pour rivaliser avec celui-ci, voire le dépasser, et des peintres autour du cercle des fijnschilders (« peintres précieux ») tels que Jan Steen, Frans van Mieris, ou encore Gerard ter Borch — à qui Vermeer semble par ailleurs emprunter le langage des corps, bien plus déliés et expressifs que chez de Hooch — affichaient une technique tout aussi raffinée, sur des motifs similaires.

Gerard Ter Borch
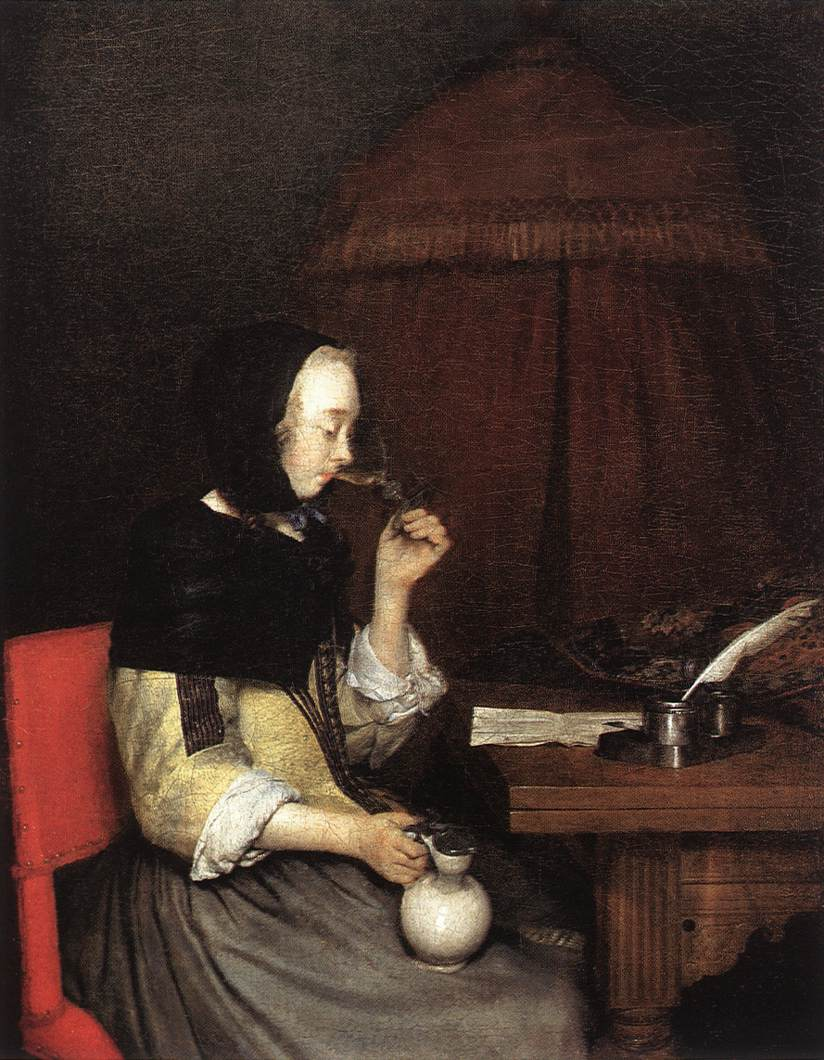
Gerard ter Borch, Femme buvant du vin, entre 1656 et 1657, 37,5 × 28 cm, Städel
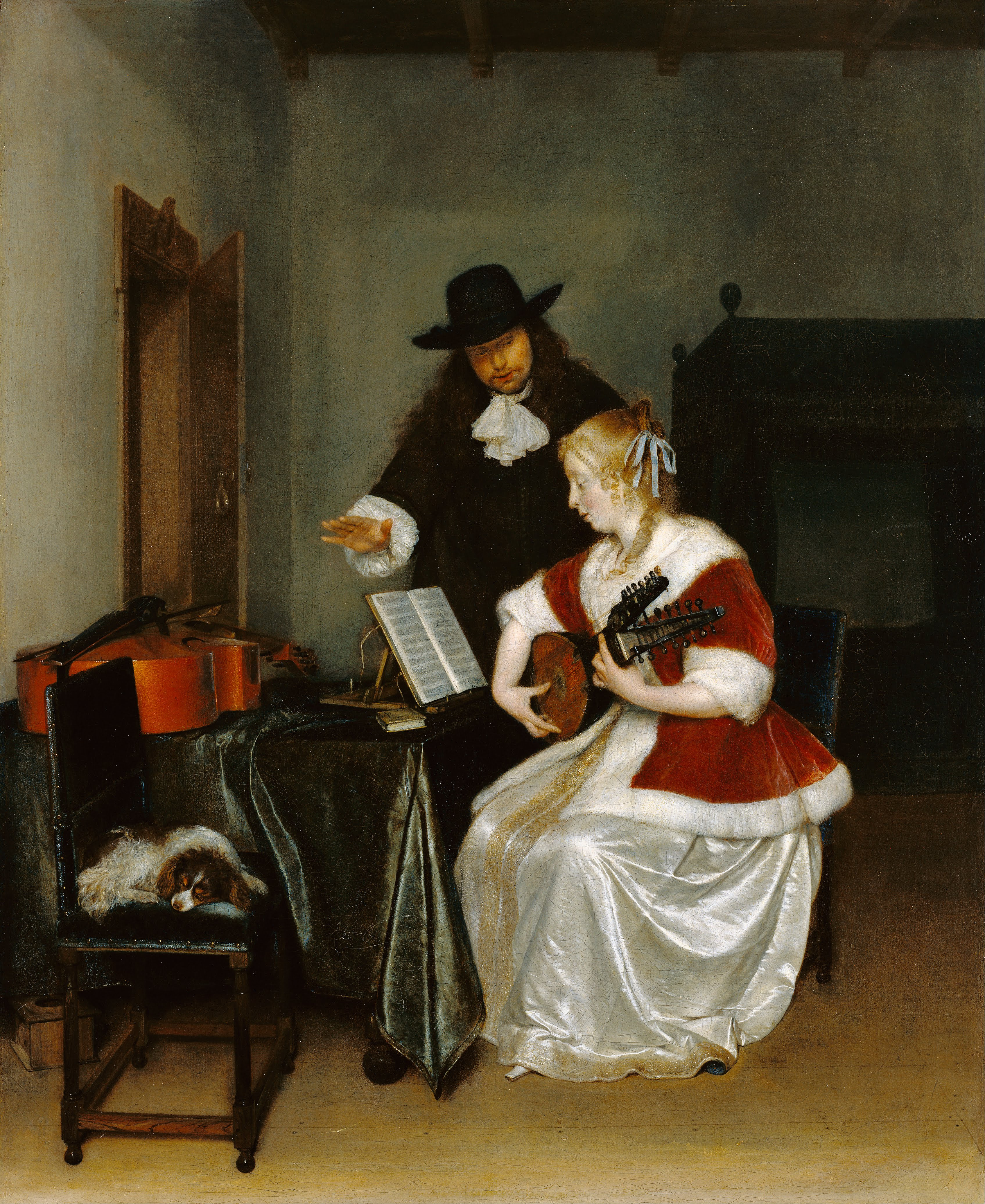
Gerard ter Borch, La Leçon de musique, vers 1668, 67,7 × 54,9 cm, The J. Paul Getty Museum

## Le tableau

### Description

#### Composition d'ensemble et définition de l'espace
Le Verre de vin représente une encoignure d'intérieur hollandais, cadrée sans plafond ni mur à droite, et dont le mur de gauche est percé de deux séries d'ouvertures qui éclairent la scène. L'espace est clos au fond par un mur blanc sur lequel est accroché un tableau.
Contrairement aux habitudes de Vermeer, le premier plan est laissé libre de tout meuble, rideau ou objet, et les personnages apparaissent en pied, au niveau du plan médian, dans la partie gauche de la composition. Le sol présente un damier de carreaux ocre-orangé et noirs qui occupe approximativement le tiers inférieur de la toile.
Les lignes de fuite convergent vers un point situé dans la partie inférieure gauche du tableau accroché sur le mur du fond, un peu en haut et à gauche du centre de la toile.

#### Les deux personnages
La femme, qui présente son profil gauche, légèrement tourné vers l'extérieur, est assise devant une table, sur une chaise à dossier bleu dont le montant gauche se termine par une tête de lion sculptée. Son bras droit est replié sur son ventre, alors qu'elle porte à ses lèvres un verre qu'elle tient par la base — comme le voulaient alors les codes distinction —, et qu'elle achève visiblement, puisqu'il n'est pas encore tout à fait à l'horizontale. Ce verre masque une partie de son visage, notamment ses yeux, cachés par un reflet de lumière figuré par des traces de peinture blanche. Elle a la tête recouverte d'un capuchon blanc, qui dissimule également au spectateur ses oreilles et son cou. Cette coiffe féminine, que l'on retrouve par exemple dans la Jeune Femme à l'aiguière ou La Femme à la balance, avait alors pour fonction de protéger la coiffure avant et après l'habillage : de fait, le volume des cheveux attachés à l'arrière du crâne se devine sous le tissu blanc. Elle est très élégamment vêtue d'une « tabbaard », un vêtement habituellement réservé aux circonstances formelles composé d'un corsage — qui s'arrête juste après le coude — et d'une jupe longue, ici de satin rouge orné de riches bandes de brocart.
Sur la droite de la jeune femme, légèrement devant elle et la regardant, se tient un homme, aux cheveux longs et à la fine moustache. Il porte un grand chapeau noir à larges bords, qui projette une ombre sur le haut de son visage (le fait de conserver son chapeau étant, dans la Hollande d'alors, non seulement admis, mais aussi tout à fait traditionnel dans les maisons, à table, ou même dans les lieux de culte). Il est drapé d'une ample cape vert kaki qui dessine plusieurs vagues de larges plis sur le haut, et souligne ainsi sa carrure masculine. On distingue sous son menton le col blanc de son habit qui lui enserre le cou. Une pointe blanche dépasse de la cape à sa droite (alors que celle symétrique en est recouverte). Le corps face au spectateur, il tient de la main droite, perpendiculairement au plan de la toile, le pichet posé sur la table, qu'entoure à la manière d'une auréole sa manchette bouffante. Sous la table, on distingue à peine, dans l'ombre, le bas de sa jambe droite.

#### Le mobilier et les objets

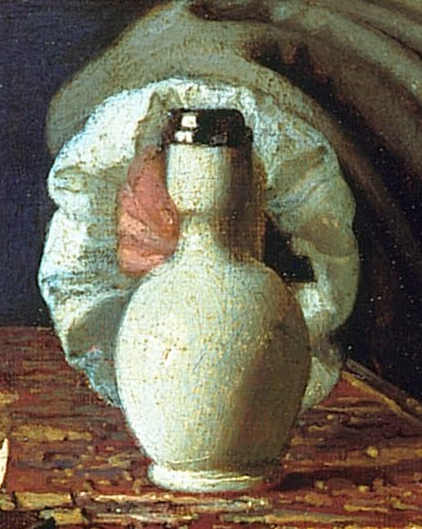
Détail du pichet nimbé de le manchette

Au niveau du plan médian, devant la jeune fille assise, se trouve une table recouverte, en guise de nappe, d'un tapis persan à franges dorées et à motifs essentiellement floraux, noirs, rouges, jaunes et bleus.
Sur cette table, disposée en longueur et représentée en raccourci, perpendiculairement au plan du tableau, se trouve le pichet de faïence blanche à couvercle de métal (sûrement d'étain), que l'homme tient par son anse à l'arrière. Sur le bord de la table le plus proche du spectateur se trouvent au moins quatre recueils de partitions posés pêle-mêle, les uns sur les autres. Celui du dessus a les coins de la couverture qui remontent, le troisième est ouvert et laisse voir une page de portées qui tombe de la table, celui du dessous n'est visible que par un angle, le coin de sa couverture remontant également.
Ces partitions sont en partie masquées par la chaise de bois à dossier bleu située au premier plan, devant la table, de biais et vers l'intérieur, presque dans la direction de la jeune femme. Comme l'autre chaise, elle est ornée, au sommet de ses montants, de têtes de lions sculptées tournées vers l'intérieur. Sur l'assise, bleue également, repose négligemment un épais coussin bleu à bordure dorée, sur lequel est placé, en attente, un cistre en partie masqué par le dossier, mais reconnaissable à son manche à gauche de la chaise, et à sa caisse arrondie à droite, dont on voit, en partie mangé par l'ombre, le fond plat aux lames de bois bicolores. Devant l'instrument, sur le coussin, sont également posés deux autres volumes, celui du dessus, à format étroit et allongé (dit « à l'italienne »), ouvert.
À gauche de la table, collé contre le mur, est placé un banc au bout duquel se trouve, dans l'ombre, un second coussin bleu à bordure dorée.

#### Le mur de gauche

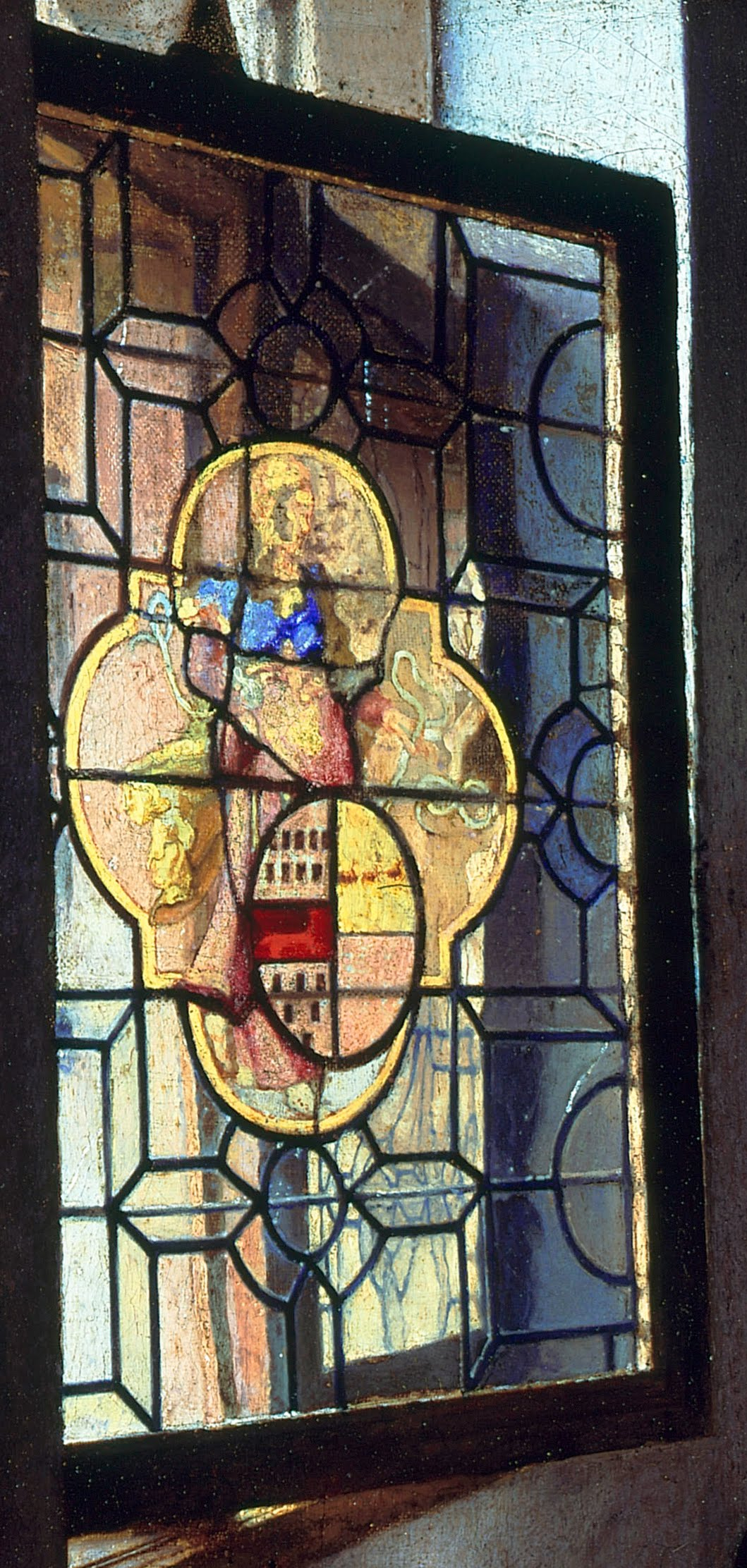
Détail de l'emblème sur la fenêtre

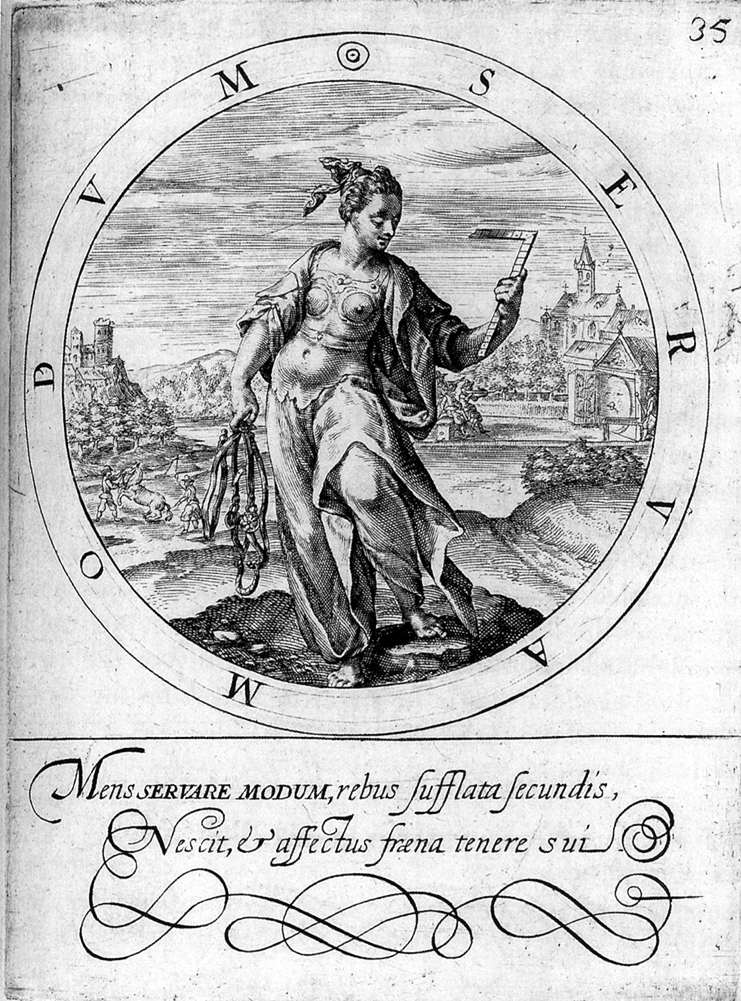
Gabriel Rollenhagen, « Allégorie de la Tempérance », Nucleus Emblematum, 1611, New York Public Library

Le mur de gauche est percé de deux séries d'ouvertures, typiques des intérieurs hollandais. La première, dans la moitié supérieure de la composition, coïncide exactement avec le cadre à gauche. Ses fenêtres inférieures présentent un même vitrail géométrique sur les deux battants, et celui de gauche, entrouvert, et montrant donc plus visiblement sa surface au spectateur, est orné en son centre d'un quatre-feuilles présentant une figure allégorique en verre coloré, ainsi qu'un rond avec des armoiries.
Cette figure allégorique a été identifiée comme la Tempérance, l'une des vertus cardinales, et pourrait être un emprunt au recueil d'emblèmes de Gabriel Rollenhagen, Nucleus Emblematum, publié en 1611. Dans celui-ci, la Tempérance apparaît avec ses deux attributs, l'équerre, qui permet d'agir avec droiture et mesure, et la bride, qui refrène les instincts et les  passions ; elle est entourée du message suivant, en latin : « SERVA MODUM » (« Sers la mesure »). Les armoiries quant à elles passent pour être celles de Janetge Jacobsdr. Vogel, la première épouse de Moïse van Nederveen, des voisins de Vermeer à Delft, mais décédés six ans avant la naissance de l'artiste. Il est donc tout à fait exclu qu'elles désignent le commanditaire du tableau : elles caractérisent bien plutôt le milieu social, aisé, de la demeure, partant de la jeune fille.
Derrière cette fenêtre, à côté du mur du fond, se trouve une deuxième série d'ouvertures. Le volet de bois intérieur est fermé dans sa partie inférieure. La lumière de la partie supérieure est voilée par un léger rideau bleu.

#### Le tableau sur le mur du fond

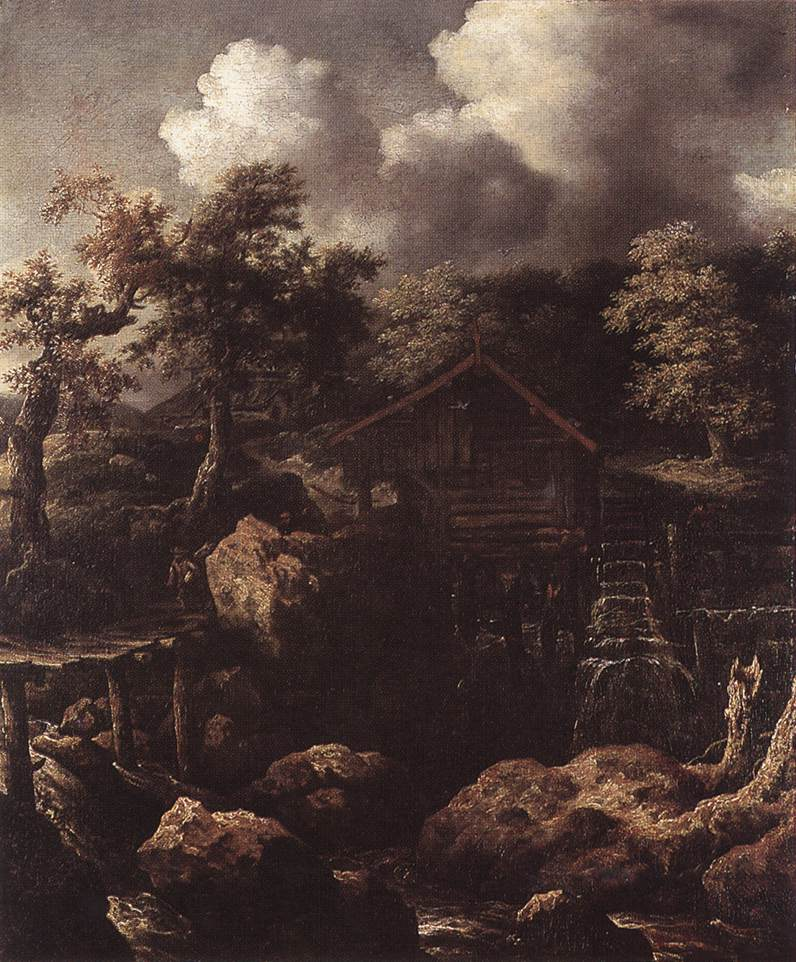
Allaert van Everdingen, Scène forestière avec moulin, vers 1650,, Wallraf-Richartz Museum, Cologne

Sur le mur du fond, exactement dans l'axe de la table, et de la même largeur que celle-ci, est accroché un tableau représentant un paysage dans un cadre à larges bords sculptés et dorés. Très sombre, sûrement en raison de l'occultation de la lumière au fond de la pièce, il reste difficilement visible : on y reconnaît à peine une maisonnette dans un sous-bois, dans la manière d'Allaert van Everdingen, ainsi qu'une figure au premier plan à droite.

### Analyse

#### Le contenu narratif
La relation entre les personnages et les différents éléments de la composition laissent supposer une histoire d'amour à la fois imminente et douteuse.

##### Une scène de séduction...
La double thématique de la musique et du vin, abondamment traitée par la peinture de genre hollandaise de l'époque, évoque immanquablement une scène de séduction.
La jeune fille s'est élégamment habillée le matin pour recevoir son maître de musique. La leçon — le maître au cistre, la jeune femme à la voix — vient d'être interrompue, comme en témoignent, posés sur la chaise, l'instrument et le recueil ouvert. La distance entre les deux chaises, ainsi que la place des partitions sur la table, à l'angle le plus éloigné de la jeune fille, suggèrent cependant que la musique n'a pas suffi à rapprocher les cœurs. L'homme profite donc d'une pause pour tenter une nouvelle manœuvre, en souhaitant que le vin réussisse là où la musique a échoué — ou parachève ce que la sérénade a initié. Et si le premier verre s'avère insuffisant à enivrer la jeune fille, il s'apprête, avec une mâle assurance, à la resservir, en ne la quittant pas du regard.
Le tableau dans le tableau figurant un paysage, qui se manifeste au regard du spectateur non seulement par sa présence évidente sur le mur du fond, mais aussi par le fait que le point de fuite se situe dans sa partie inférieure gauche, pourrait confirmer cette interprétation, tout en suggérant la tonalité de la sérénade qui vient d'être chantée, les thèmes bucoliques abondant en effet dans la poésie galante. Et l'obscurité dans laquelle est baignée cette peinture renverrait au caractère privé, intime de l'amour, ainsi qu'au moyen de réaliser les désirs charnels — ce que la pleine lumière ne permettrait pas.

##### ...doublée d'une portée moralisatrice
La scène ne revêt cependant aucune signification érotique ostensible, et se colore bien plutôt d'un message moralisateur en faveur de la vertu.
Si la jeune femme vide bien son verre, le geste de son bras gauche barrant sa poitrine évoque une certaine retenue, si ce n'est une réticence — le reflet masquant son regard ne permettant ni de confirmer, ni d'infirmer cette interprétation. De plus, celle-ci est placée exactement en face de l'allégorie de la Tempérance représentée sur la fenêtre, dont la bride invite à la modération — du vin comme du désir. Dans ces circonstances, l'obscurité qui baigne le paysage champêtre du tableau dans le tableau pourrait également confirmer cette portée morale, en devenant une mise en garde symbolique contre les intentions à peine voilées et tout à fait immorales de l'homme. On a même pu prêter à cette ombre de l'arrière-plan, semblable à celle de La Femme à la balance, une valeur  religieuse en référence à la Bible, notamment au Livre de Job, qui associe l'ombre et l'adultère dans le passage suivant : « D'autres sont ennemis de la lumière [...] : l’œil de l'adultère épie le crépuscule ; "personne ne me verra", dit-il, et il met un voile sur sa figure. »

#### La précision de la composition

##### Un effet d'instantané...

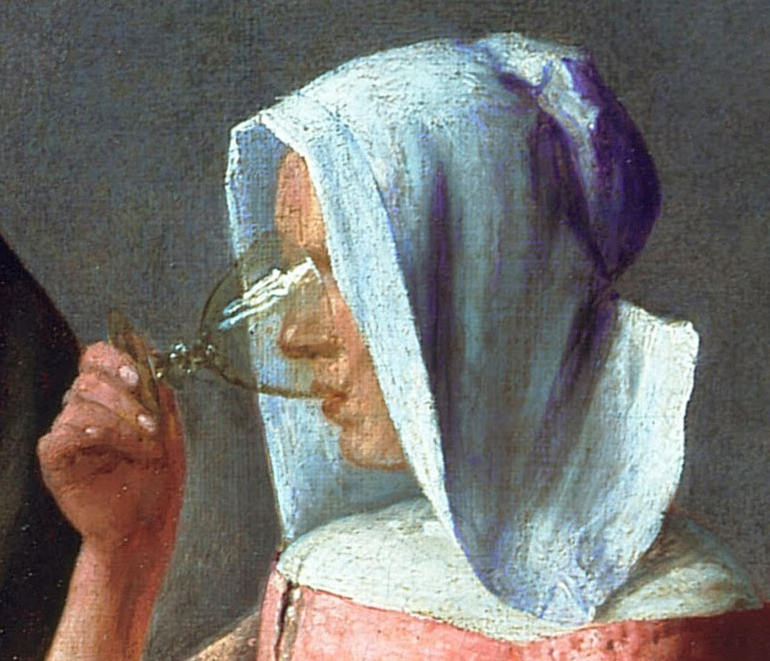
Détail du visage de la jeune fille

La scène semble prise sur le vif, comme en témoignent les légères perturbations qui créent une tension entre ordre et désordre, et supposent un mouvement antérieur au moment fixé sur la toile, ainsi que son prolongement.
Les personnages tout d'abord sont présentés dans des postures suggérant un avant et un après. La jeune femme est certes raide sur sa chaise, et son bras indique une certaine forme de repli, mais elle achève son verre, à l'instant précis où elle fait basculer celui-ci. L'homme de son côté est en attente, la main sur l'anse du pichet, mais les partitions en désordre et le cistre sur la chaise renvoient à son action précédente, la leçon de musique, et son attitude à ce qui va suivre, le verre à nouveau rempli, et, peut-être, le début d'une relation amoureuse.
Plusieurs éléments du décor s'opposent également à l'espace géométrisé selon des verticales et des horizontales : la fenêtre du premier plan est entrouverte, le rideau bleu qui couvre celle du fond tombe de travers, et provoque sur le mur un accident de lumière remontant vers le haut, le coussin sur le banc est négligemment jeté, à demi contre le mur, les partitions sur la table sont en désordre, avec les angles des couvertures qui remontent et accrochent la lumière, et les deux chaises, de biais, ne sont pas exactement face à face. Tout cela pourrait constituer une métaphore, à la fois délicate et non complètement explicite, de la relation entre les deux personnages, une projection, ou une anticipation, des bouleversements amoureux qui s'opèrent en eux.

##### ...mais un effet de l'art
Mais Vermeer présente une conjugaison des différents éléments de la composition comme il ne peut en exister dans un instantané.
La table, massive, et perpendiculaire au plan, ainsi que le tableau au mur, dans le même axe, et de la même largeur, représentent tout d'abord des éléments de stabilité.
La scène cependant s'organise surtout autour d'un axe vertical situé un peu à gauche de la moitié de la toile, et qui fait du pichet l'élément central. Cet axe divise en effet exactement le pichet en deux, ce qui correspond à la répartition de l'ombre et de la lumière sur sa surface bombée, passe en haut par le bord droit de la toile du tableau dans le tableau, et en bas par l'extérieur du pied avant droit de la chaise du premier plan. Le pichet est en outre mis en valeur par la manchette bouffante de l'homme, qui figure une sorte d'auréole venant le nimber. Et la pointe du col de l'homme qui dépasse à sa droite, ainsi que le coin relevé du recueil de partitions situé sous la pile désignent tous deux ce pichet en suggérant une diagonale fictive.
Un mouvement circulaire guide d'autre part le regard au premier plan, du manche du cistre à la caisse à droite, en passant par les deux têtes de lion de la chaise. Les plis de la cape de l'homme dessinent un autre parcours, plus signifiant encore du point de vue de la narration, ils mènent de sa main droite tenant le pichet à la main droite de la femme qui tient le verre, comme une préfiguration de l'action à venir. Par ailleurs, les plis et les couleurs des vêtements des personnages ne manquent pas de se compléter, entre la cape kaki de l'homme et le bas de la robe rouge de la femme.
Les éléments s'organisent ainsi en jeu d'échos qui dynamisent la toile, à la manière du quadrilatère de la fenêtre entrouverte qui répond à celui du dossier bleu de la chaise. Et le jeu des objets disposés les uns devant les autres forme une délicate marqueterie visuelle, caractéristique de l'art de Vermeer : par exemple, les deux bords triangulaires du tapis tombant en avant de la table coïncident précisément, à gauche avec le banc juste effleuré, à droite avec le triple ruban de brocart de la robe, les franges dorées se confondant avec celui-ci. On peut également être sensible au quadrilatère situé entre l'angle gauche de la table, la barre supérieure du dossier de la chaise, et la tête de lion, au triangle entre le coin relevé de la partition et le montant de la chaise à tête de lion, ou bien encore à la minuscule surface de peinture blanche qui figure le mur du fond, visible entre le dossier de la chaise et la robe rouge de la femme.

#### Textures et lumière
À la différence de Pieter de Hooch, Vermeer définit avec précision les textures et les matières : satin rouge moiré de la robe de la jeune femme et bandes de brocart, par opposition à la matité du drap kaki de la cape de l'homme, bois doré du cadre, moelleux des coussins de velours, velouté du tapis sur la table, poli du bois tourné, des pieds de la table ou des montants de la chaise, transparence du verre, de la fenêtre comme du verre de vin, etc. L'extraordinaire rendu des différentes matières est notamment perceptible dans le coin supérieur gauche de la toile, qui met côte à côte le verre de la fenêtre, le bois du cadre, le plâtre du mur et le voile translucide du rideau bleu.
La transparence du satin, par exemple, a été obtenue par une première couche de vermillon, le seul rouge opaque et lumineux disponible du XVIIe siècle, recouverte, une fois sèche, d'une très fine pellicule de rouge garance mêlé à de l'huile — selon une technique qui donne au rouge feu une profondeur que le mélange des deux couleurs sur la palette n'aurait pas produit.
Autres effets virtuoses, caractéristiques de Vermeer, l'attention aux effets de lumière. Les reflets sont notés sur le verre de vin. Les jeux d'ombre et de lumière viennent modeler les volumes, du pichet, du visage de l'homme, ou encore, par de légères couches de bleu translucides, de la coiffe de la jeune fille. Les murs blancs enregistrent également les variations lumineuses, que ce soit le blanc éclatant qui dessine une verticale à gauche du cadre de la première fenêtre, ou le blanc mêlé de bleu qui remonte en triangle à droite du rideau tiré, ou encore les nuances de bleus qui animent le plâtre du mur du fond, dont la restauration de la toile effectuée en 1999 a confirmé toute la délicatesse. Le tableau confirme en outre la technique « pointilliste » de Vermeer, qui figure par des gouttelettes de peinture plus claires les points de lumière accrochés aux surfaces, sur le manche du cistre et les têtes de lion sculptées, sur le velours du dossier de la chaise, et qui ne sont pas sans rappeler La Laitière.

## Le tableau dans l'œuvre de Vermeer

### Une œuvre de transition
Comparativement aux tableaux précédents, le pinceau de Vermeer dans Le Verre de vin s'adoucit, tandis que les vêtements et les visages sont dépeints avec des lignes de contours très douces. Seuls le tapis servant de nappe sur la table et la vitre de la fenêtre ont donné lieu de la part de l'artiste à des détails fins, et des coups de pinceau linéaires.
Le Verre de vin est une œuvre de transition, et à ce titre, n'est généralement pas reconnue comme l'une des plus abouties de Vermeer. Certes, le décor acquiert une certaine réalité, une vraisemblance, à la différence des toiles précédentes qui semblent encore relever d'un collage d'éléments empruntés çà et là. Mais le choix d'une perspective accélérée figurée par le sol carrelé, s'il met l'espace presque à portée de main du spectateur par le choix d'un point de vue est situé très près du plan du tableau, déforme également l'espace, notamment au fond à droite.
Selon le critique d'art Lawrence Gowing, il manque encore à ce tableau « la maîtrise  sociable, l'inventivité insinuante du Duo de Metsu. La compréhension de Vermeer, quoi plus fine, est également plus étroite. »
Cependant, la maîtrise de la lumière et la précision de la composition, complexe sans être confuse, n'est pas sans annoncer les chefs-d’œuvre de la maturité, et leurs exquises simplifications.

### Place dans la chronologie des œuvres

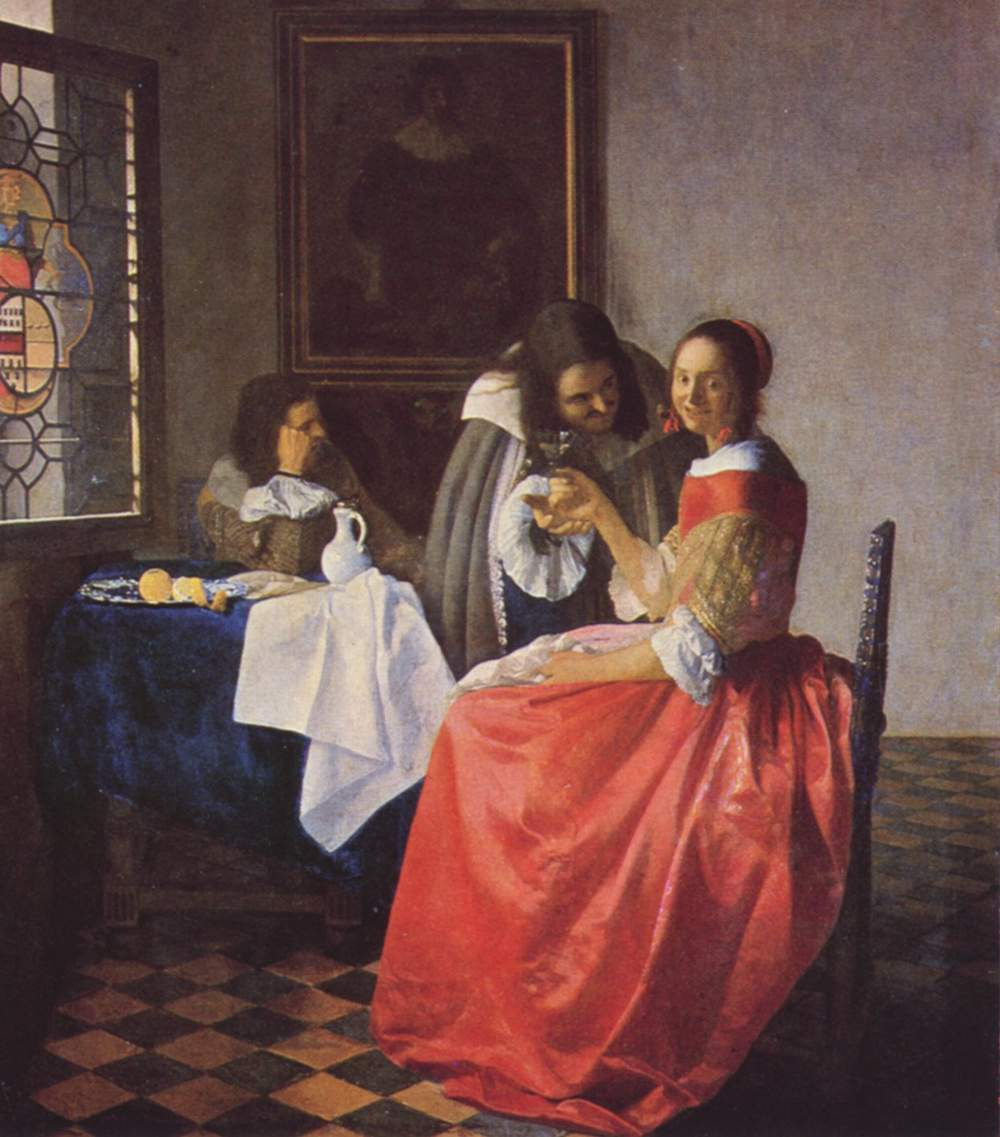
Johannes Vermeer, La Jeune Fille au verre de vin, vers 1659–1660,, musée Herzog Anton Ulrich, Brunswick

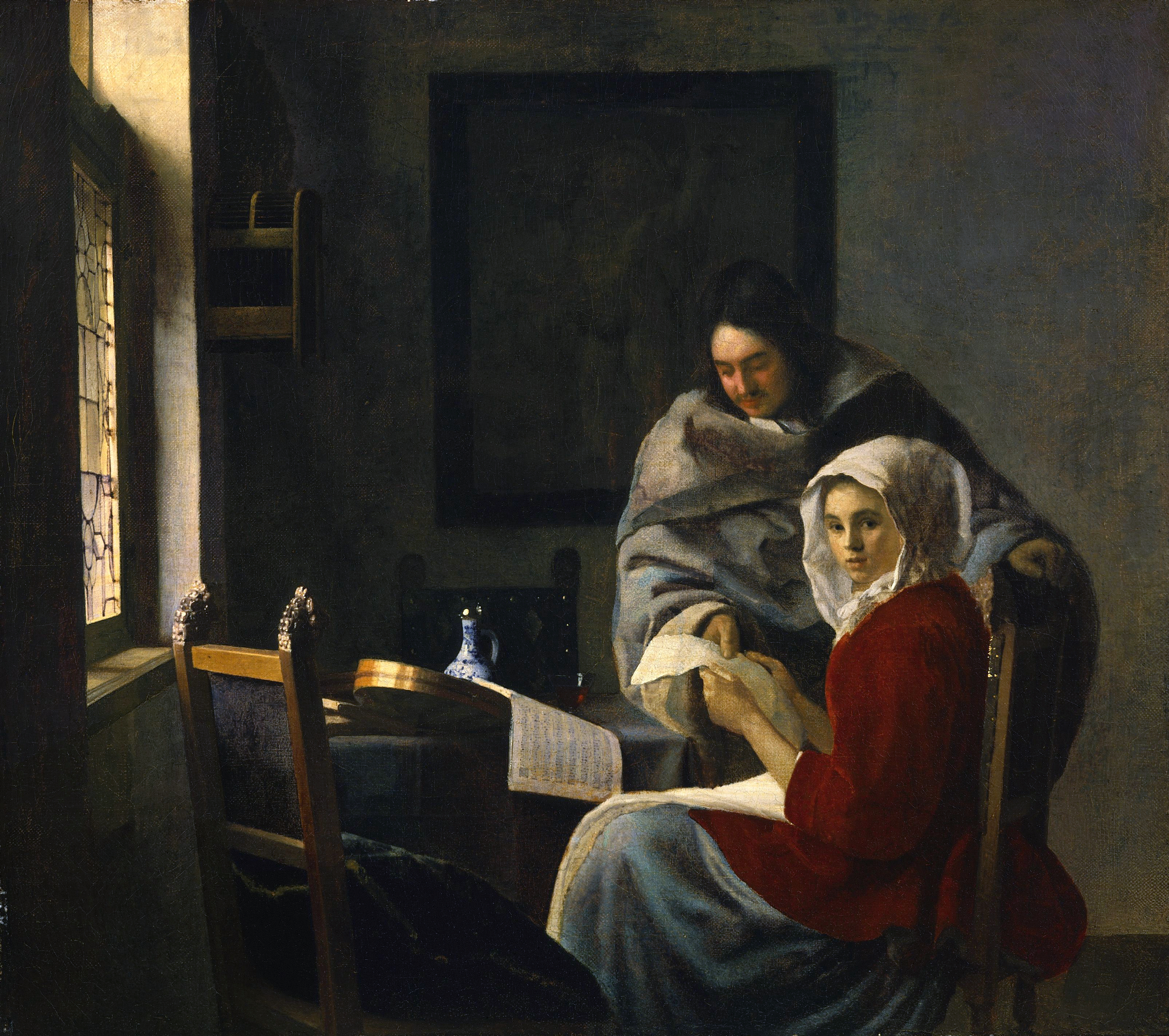
La Leçon de musique interrompue,, The Frick Collection, New York

Même s'il diffère par la présence, assez exceptionnelle chez Vermeer, de deux hommes — en plus de celui représenté sur le tableau accroché au mur —, la Jeune Fille au verre de vin (musée Herzog Anton Ulrich) est souvent rapprochée du Verre de vin, ce qui fait les deux tableaux sont généralement considérés comme proches d'un point de vue chronologique. Leurs formats sont similaires, (65 × 77 cm pour Le Verre de vin, et  77,5 × 66,7 cm pour la Jeune fille au verre de vin, malgré le fait que le premier soit présenté selon sa largeur et le second en hauteur. On retrouve également des éléments identiques, comme le sol à carreaux noirs et orangés, la figure allégorique et les armoiries familiales sur la fenêtre à gauche. Mais les deux compositions, surtout, sont tout à fait comparables. Une jeune fille, en robe rouge, est assise de profil. Un homme debout, devant elle, à sa droite, lui offre un verre de vin, en avançant sa main perpendiculairement au plan. Sur le mur du fond, à gauche de la composition, un tableau commente la scène. Et sur le mur de gauche, en face de la jeune femme, se trouve la même allégorie, en guise de prévention. Le pichet de faïence blanche trône enfin dans les deux cas sur la table.
Un autre tableau de Vermeer présente, si ce n'est un format, du moins une composition similaire, et est tenu pour avoir été réalisé à la même période de la carrière du peintre, La Leçon de musique interrompue (39,3 × 44,4 cm, The Frick Collection). Comme dans Le Verre de vin, celui-ci associe les thématiques de la musique et du vin pour suggérer une scène de séduction. La leçon vient d'être interrompue. La même chaise à têtes de lion et à garniture bleue, et le même coussin bleu à galon doré figurent en avant de la scène. Un cistre repose sur la table, avec un pichet de vin en faïence bleue de Delft, ainsi qu'un verre de vin rouge déjà rempli. Et le maître se penche vers la jeune fille pour lire le papier, vierge de toute annotation, et figurant peut-être la partition à déchiffrer, que celle-ci tient des deux mains. Dans ce cas, le Cupidon représenté sur la toile du fond explicite la tonalité amoureuse de la scène.

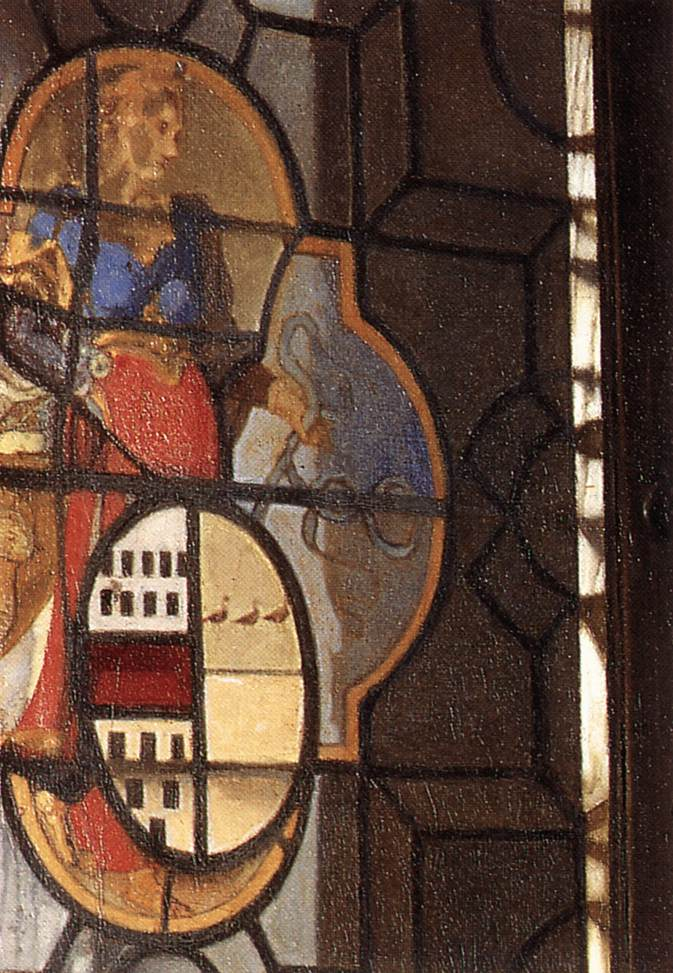
Détail de l'emblème sur la fenêtre de la Jeune Fille au verre de vin
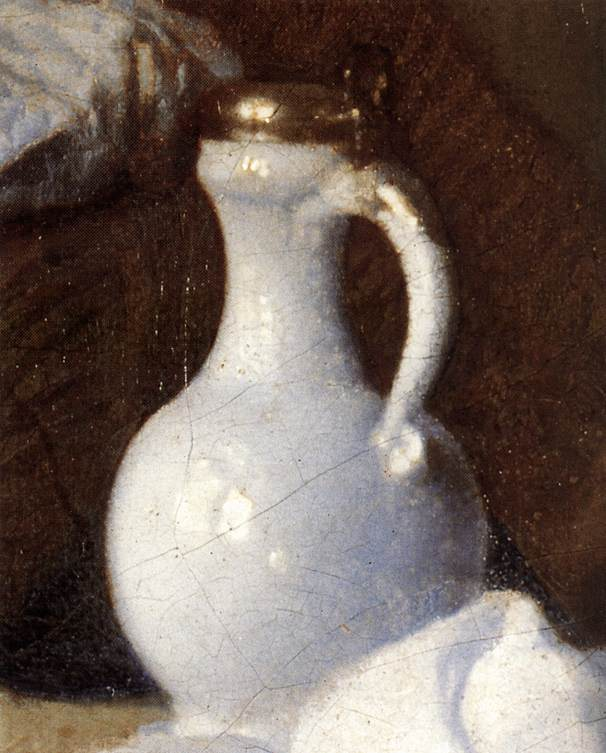
Détail du pichet de la Jeune Fille au verre de vin
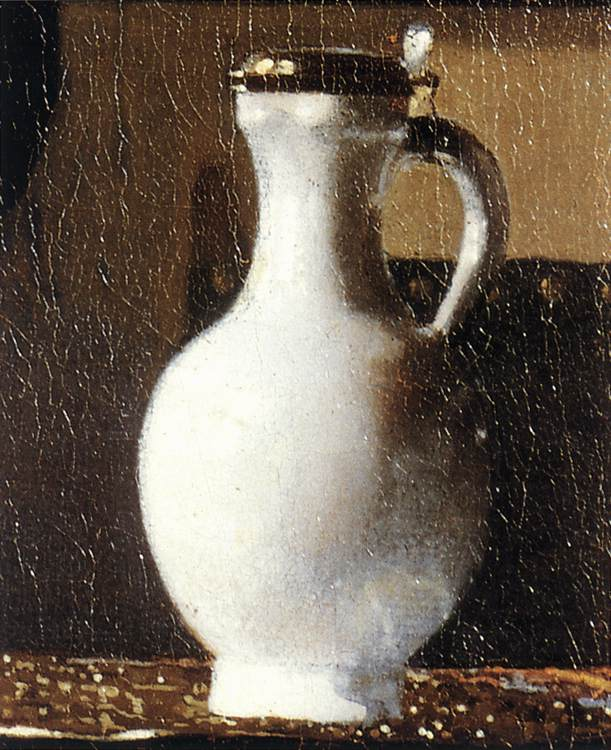
Détail du pichet de La Leçon de musique

### Un univers familier
Outre la Jeune Fille au verre de vin et La Leçon de musique interrompue, le tableau partage avec les autres tableaux de Vermeer de nombreux éléments qui rendent l'univers de celui-ci si reconnaissable et familier. Le pichet par exemple est visible, en faïence blanche, dans Une jeune fille assoupie (Metropolitan Museum of Art) ou La Leçon de musique (Royal Collection, palais de Buckingham), mais aussi dans une version plus typiquement delftoise, avec des motifs bleus, dès L'Entremetteuse (Gemäldegalerie Alte Meister de Dresde). Les chaises à têtes de lion sont omniprésentes, avec une garniture de velours bleu dans La Leçon de musique, Jeune Femme à l'aiguière (Metropolitan Museum of Art), La Femme au luth (Metropolitan Museum of Art), parfois compliquée de losanges, dans Une jeune fille assoupie ou La Liseuse à la fenêtre (Gemäldegalerie Alte Meister). Le cistre se retrouve dans La Lettre d'amour. Le tapis persan occupe de nombreuses autres toiles, même si le motif en est différent, de même que le tableau dans le tableau. Le même vitrail de la fenêtre, sans l'emblème, est présent dans La Jeune femme à l'aiguière ou La Leçon de musique, ou encore, dans la Femme écrivant une lettre et sa servante, avec un autre emblème, à ce jour non encore identifié. Enfin, le choix d'une encoignure de pièce, avec éclairage par la gauche est tout à fait caractéristique des compositions de l'artiste.

## Historique
La première mention du Verre de vin remonte à 1736 quand, le 18 juillet, le tableau est vendu aux enchères pour la somme de 52 florins dans le cadre de la collection Jan van Loon à Delft (no 16).
Acheté par John Hope (1737-1784) en 1774, il figure en 1785 dans l'inventaire de sa succession à Amsterdam. Les deux fils de celui-ci, Thomas Hope (1769-1831) et Henry Philip Hope (1774-1839), qui se sont installés depuis 1794 en Angleterre, en héritent. Le fils de Thomas Hope, Henry Thomas Hope (1807-1862), puis la fille de ce dernier, Henrietta Adela (1843-1913) en héritent à leur tour. Henrietta Adela se marie en 1861 avec Henry Pelham-Clinton, 6e duc de Newcastle-under-Lyme, et ceux-ci lèguent Le Verre de vin à leur fils Henry Pelham-Clinton, 8e duc de Newcastle-under-Lyme (1866-1941), qui possède encore le tableau en 1891.
Les marchands d'art londoniens P. & D. Colnaghi et A. Wertheimer achètent en 1898 la collection complète Hope Pelham-Clinton. La société Colnaghi travaille en étroite collaboration avec le banquier berlinois Robert von Mendelssohn et la Kaiser Friedrich-Museum-Verein. L'historien d'art Max Jakob Friedländer prend part aux négociations aux côtés de la Gemäldegalerie de Berlin. De 1898 à 1901, le tableau d'abord accroché en tant que prêt aux cimaises du musée à Berlin, puisque son financement n'est pas encore clarifié. Ce n'est qu'en 1901 qu'il est acheté pour la Gemäldegalerie pour la somme de 165 000 marks-or.